# Napoleonstein (Lanitz-Hassel-Tal)
Koordinaten: 51° 9′ 12,5″ N, 11° 44′ 2,6″ O
Der Napoleonstein im Lanitz-Hassel-Tal ist ein beliebter Wander- und Aussichtspunkt oberhalb der Weinberge der Saalhäuser bei Naumburg (Saale) westlich von Naumburg und nordwestlich des Klosters Schulpforte. Der Napoleonstein ist Bodendenkmal und ausgewiesenes Naturschutzgebiet.

## Geografische Lage

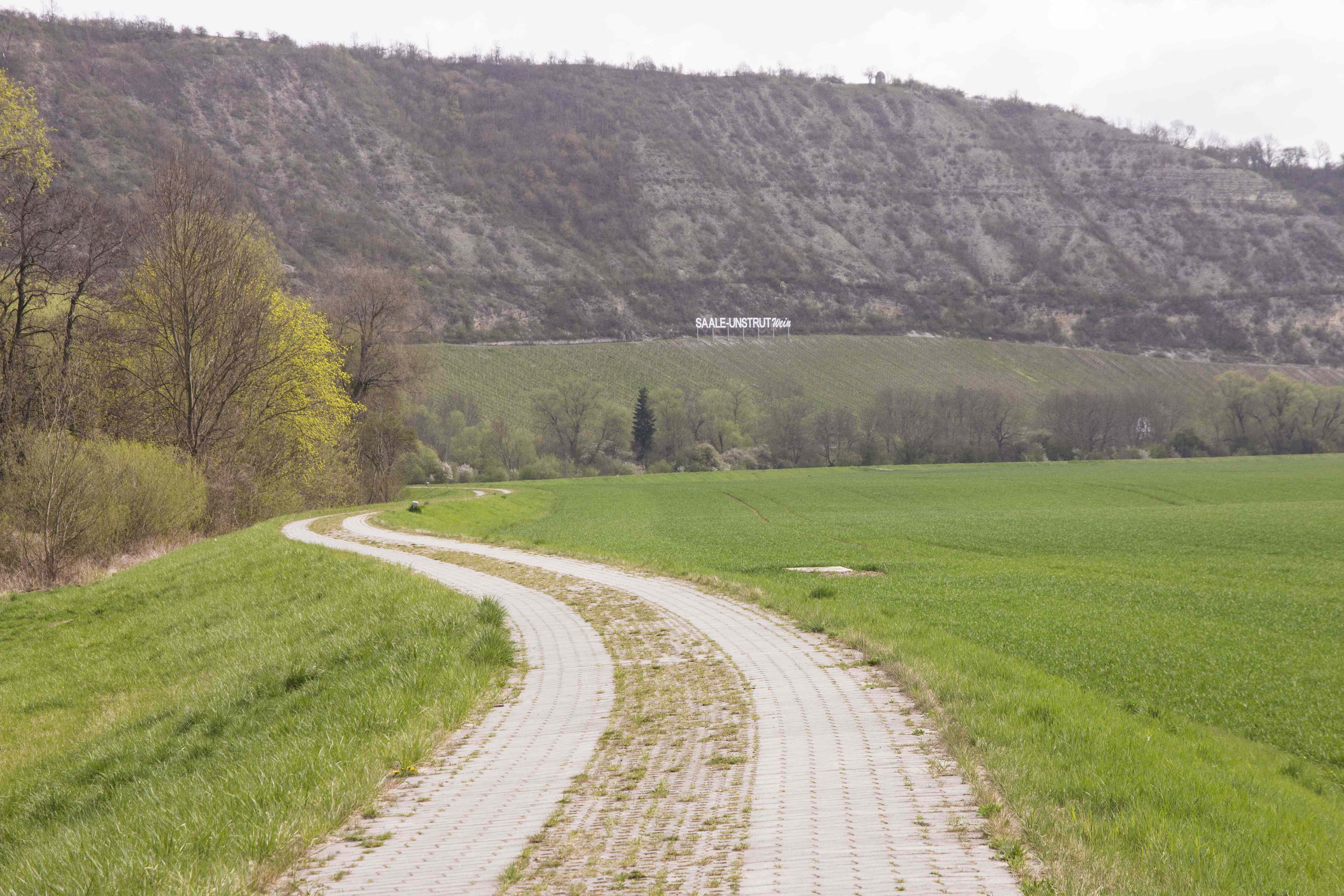
Blick zur Steilhanglage des Naturschutzgebietes Göttersitz mit dem sog. Napoleonstein

Das vom Hasseltal langsam aufsteigende Hochplateau fällt hier steil zum Saaletal ab. Kalksteinformationen werden markant sichtbar, bevor sie in Weinbergen (Saalhäuser) und an der Saale enden. Die Höhenlage ist ca. 244 m ü. NHN und gehört zum Naturschutzgebiet Göttersitz.
Bis in das 19. Jahrhundert war an dieser Stelle die sogenannte Heuneburg, Hünenburg oder Hunnenburg in alten Karten und Beschreibungen nachweisbar. Von dieser Fluchtburg mit Ringwall gibt es keine Nachweise und Spuren mehr. Auch aus der Ferne sichtbar sind die zwei Denkmäler an der Abbruchkante des Hochplateaus zur Saale.
Der ehem. Napoleonstein und die Reste des Blüchersteins liegen auf dem Gebiet der heutigen Gemeinde Lanitz-Hassel-Tal. Der Fürst-Heinrich-Stein steht bereits auf dem heutigen Stadtgebiet von Naumburg.
Die Via Regia (Königsstraße / Hohe Straße) Mainz-Leipzig tangierte den Napoleonstein. Es wird daher angenommen, dass Napoleon diese Aussicht aus militärstrategischer Bedeutung – Saalefurt bei Almrich und Saalebrücke im heutigen Bad Kösen – kannte und nutzte. Einen Nachweis hierfür gibt es jedoch nicht.

## Geschichte und Beschreibung

### Napoleonstein
Eine Ersterrichtung ist für das Jahr 1863 (50. Jahrestag der Völkerschlacht bei Leipzig) nachweisbar. Als Stifter wird der Landwirt Christian Rühlmann (1799–1872) aus Niedermöllern genannt. Sein Anliegen war es, dass die Jugend am 18. Oktober hier zu einer Feier zusammenkommt. Dieser Napoleonstein ist Namensgeber der markanten Erhebung des Höhenplateaus oberhalb des Saaletales, welche als „Am Napoleonstein“ bezeichnet wird.
Dieser Napoleonstein ist heute nicht mehr vor Ort nachweisbar. Sein Aussehen und seine Gestalt sind unbekannt. Ein Standort ist ca. 20 m westlich des heutigen Blüchersteines bezeugt. Seine Widmung an den Feldherrn und Kaiser der Franzosen war umstritten, dennoch blieb er bis heute Namensgeber des bekannten und beliebten Aussichtspunktes auf das Unstrut- und Saaletal von Freyburg (Unstrut), Blütengrund, Naumburg (Saale), Schulpforte und Bad Kösen.

### Blücherstein

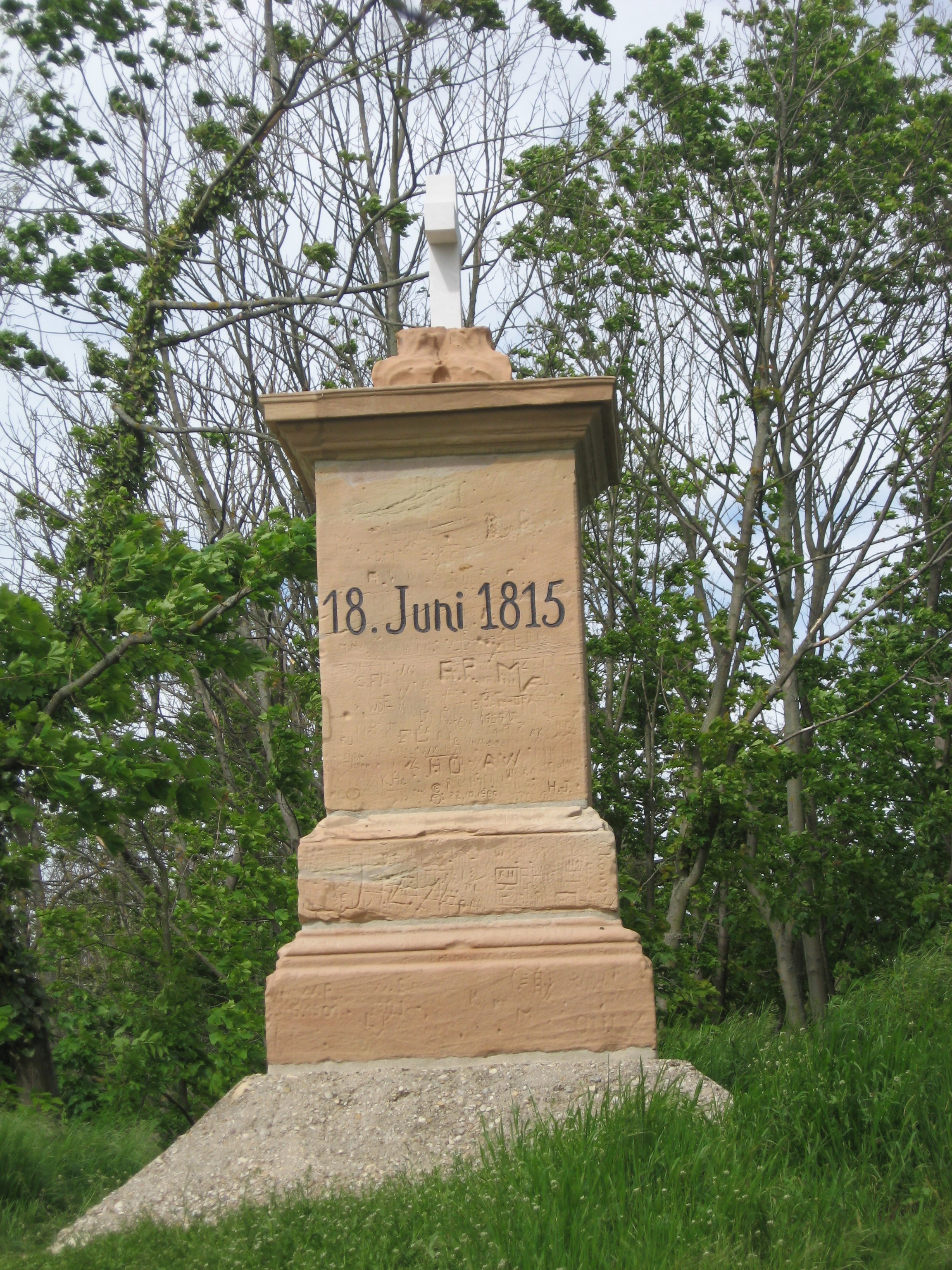
Blücherstein

Der Blücherstein ist ein auf einem künstlichen kleinen Hügel, in Anlehnung an den Feldherrenhügel (vgl. Monarchenhügel bei Liebertwolkwitz), im Jahr 1865 errichteter Gedenkstein. Seit 1977 steht das Denkmal auf einem Betonsockel (errichtet von der ZBE Naumburg). Das historische Denkmal besteht aus einem zweifach abgestuften quadratischen Sockel, einem stehenden Quader mit Inschriften, und einem auskragenden oberen Abschluss mit kleinem aufgesetzten Postament. Das hier ursprünglich aufgesetzte lateinische Kreuz ist seit ca. 1950 nicht mehr vorhanden. Ursprünglich wurde der kleine Hügel von Pappeln eingerahmt.
Der Stein war zu Ehren von Gebhard Leberecht von Blücher, ab 1814 Fürst Blücher von Wahlstatt, Königlich preußischer Generalfeldmarschall, Sieger in der Schlacht von Waterloo (seiner Zeit als Schlacht von Belle-Alliance bekannt) von einem Amtmann Schmidt aus Bad Kösen, im Jahr 1865 errichtet worden. Die Inschriften „18. Juni 1815“ und „W R“ für Wilhelm Rex (Wilhelm I., König von Preußen) sind noch zu erkennen.
Im Gegensatz zum Fürst-Heinrich-Stein ist der Blücherstein von Buntsandstein, wohl aus der Varietät von Schönburg (Saale).

### Fürst-Heinrich-Stein

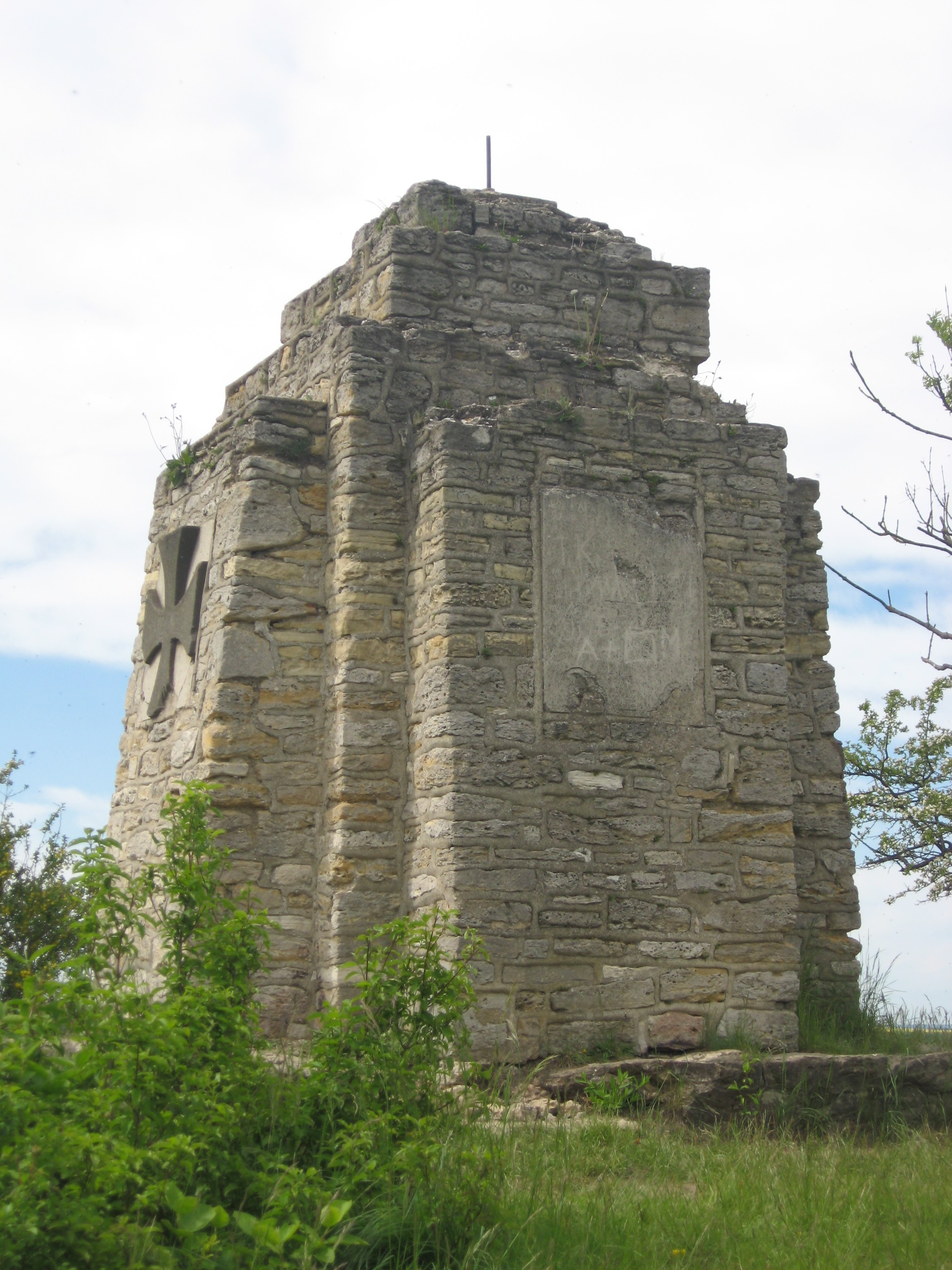
Fürst-Heinrich-Stein

In der Regel wird die Errichtung des Fürst-Heinrich-Steins mit Fürst Heinrich XIV. (Reuß jüngere Linie) in Verbindung gebracht, welcher Königlich Preußischer General der Infanterie und Chef à la suite des Magdeburgischen Jäger Bataillons Nr. 4 mit Sitz in Naumburg (Saale) war. Zum Zeitpunkt der Errichtung, im Jahr 1916, lebte er jedoch nicht mehr († 1913). Sein Sohn Fürst Heinrich XXVII. (Reuß jüngere Linie) gilt daher als wahrscheinlicherer Stifter. Dieser war ab 1911 Königlich Preußischer General der Kavallerie und im Ersten Weltkrieg im Generalkommando des XI. Armee-Korps. Er war demnach 1916 im aktiven hohen Kriegs- und Militärdienst.
Auf zweistufiger Plinthe aus unregelmäßigen Kalkwerksteinen steht ein wuchtiges postamentartiges ca. 3 m hohes Denkmal. Es ist an drei Seiten mit einem stilisierten Eisernen Kreuz versehen, an der vierten Seite befand sich ursprünglich eine Widmung und Inschrift, welche aber nicht erhalten ist. Ebenso ist eine Kugel als oberer Abschluss nicht mehr erhalten.

## Namensgebrauch und häufige Verwechselungen
Durch das Fehlen von eindeutigen und dauerhaften Inschriften aus den Errichtungszeiten bzw. durch die Verwitterung und Zerstörung von Inschriften an den Denkmälern kommt es immer wieder in Publikationen und Wanderführern zu Verwechselungen. Im Sprachgebrauch ist für die Erhebung, wie zu erkennen, „Am Napoleonstein“ am geläufigsten, obwohl dabei auf keines der Denkmäler Bezug genommen wird.
Am häufigsten wird der Blücherstein mit dem Napoleonstein verwechselt.